# Calymnia
Cosmia là một chi bướm đêm thuộc họ Noctuidae.